# Gémesi Csanád
Gémesi Csanád (Gödöllő, 1986. november 13. –) világ- és Európa-bajnok, olimpiai ezüstérmes magyar kardvívó.

## Sportpályafutása
Gémesi Csanád gyerekkorában ismerkedett meg a vívással, családjában édesapja és nagybátyja is vívott, testvérei közül a legidősebb junior világbajnok és Európa- bajnoki bronzérmes. 2003-ban a kadett világbajnokságon csapatban bronzérmet szerzett. 2013-ban a hazai rendezésű világbajnokságon egyéniben a későbbi bronzérmes Szilágyi Áron búcsúztatta. 2014-ben, a madridi világkupán ezüstérmes lett, a 2014-es vívó-Európa-bajnokságon bronzérmet szerzett, csakúgy mint a kazanyi világbajnokságon. A 2017-es lipcsei világbajnokságon csapatban ezüstérmes lett. 2018-ban az újvidéki Európa-bajnokságon csapatban aranyérmet nyert.
A 2019-es düsseldorfi Európa-bajnokságon és a budapesti világbajnokságon is ezüstérmet szerzett a kardcsapat tagjaként. A tokiói olimpián a csapatversenyben (Szilágyi, Szatmári, Decsi) bronzérmet szerzett.
2022-ben az Európa-bajnokságon egyéniben nyolcadik, csapatban (Decsi, Szatmári, Szilágyi) aranyérmes lett. A 2023-as Európa-bajnokságon 21. helyen végzett. A 2023-as milónói világbajnokságon a Szilágyi Áron, Decsi Tamás, Szatmári András, Gémesi összeállítású kard csapat 2007 után nyert újból világbajnoki címet.
A 2024-es párizsi olimpián kard egyéniben a 16 közé jutásért a világbajnok amerikai Eli Dershwitz ellen nyert 15–10-re, majd a nyolc közé jutásért rendezett asszót 15–14-re elvesztette a tunéziai Farès Ferjani ellenében. A csapatverseny során Olaszország és Irán elleni győzelmével a magyar kardcsapat (Szilágyi Áron, Szatmári András, Rabb Krisztián a döntőbe jutott, ahol Dél-Korea ellen szenvedett vereséget (45-41), és szerzett ezzel ezüstérmet.

## Családja
Egyik nagybátyja Gémesi György politikus, aki szintén kardvívó volt.

## Díjai, elismerései
- A Nemzetközi Vívó Szövetség (FIE) fair play díja (2019)[17]
- Magyar Arany Érdemkereszt (2021)[18]
- Gödöllő díszpolgára (2022)
- A Magyar Érdemrend lovagkeresztje (2024)[19]